# Turvakkosaari
Turvakkosaari är en halvö i Finland. Den ligger i sjön Joukojärvi och i kommunen Suomussalmi i den ekonomiska regionen  Kehys-Kainuu  och landskapet Kajanaland, i den nordöstra delen av landet, 600 km norr om huvudstaden Helsingfors.